# Rasmus Carstensen
Rasmus Carstensen (Virklund, 10 november 2000) is een Deens voetballer die sinds 2022 uitkomt voor KRC Genk.

## Clubcarrière

### Silkeborg IF
Carstensen maakte als tiener de overstap van de jeugdopleiding van Virklund BK naar die van Silkeborg IF. Daar ondertekende hij in februari 2019 een contract tot het einde van het kalenderjaar. Op 20 maart 2019 maakte hij zijn officiële debuut in het eerste elftal van de club: in de competitiewedstrijd tegen Lyngby BK (2-0-verlies) liet trainer Michael Hansen hem in de 80e minuut invallen voor Jeppe Okkels. Op het einde van het seizoen werd hij met de club kampioen in de 1. division, waardoor de club naar de Superligaen promoveerde. 
In zijn eerste seizoen op het hoogste niveau moest hij aanvankelijk stellen met invalbeurten. Toen hij op de voorlaatste speeldag van de reguliere competitie een basisplaats kreeg tegen FC Nordsjælland, was dat nog maar zijn tweede basisplaats van het seizoen in de competitie (in de beker had hij enkel een basisplaats gekregen tegen Herlev IF). Na zijn basisplaats tegen Nordsjælland verdween hij dat seizoen echter niet meer uit de ploeg: op de slotspeeldag van de reguliere competitie speelde hij de volledige wedstrijd tegen SönderjyskE en scoorde hij tevens zijn eerste profgoal voor Silkeborg, en in de play-downs miste hij geen minuut. Op het einde van het seizoen degradeerde Silkeborg na een jaar weer naar de 1. division.
Ook in het seizoen 2020/21 was Carstensen een onbetwistbare basisspeler bij Silkeborg: hij miste dat seizoen slechts twee competitiewedstrijden vanwege een coronabesmetting. Silkeborg eindigde dat seizoen tweede in de 1. division, waardoor de club uit Silkeborg na een jaar afwezigheid weer zijn plek in de Superligaen innam. Ditmaal maakte de club een geslaagde comeback: de club van trainer Kent Nielsen eindigde derde, het beste clubresultaat sinds het seizoen 2000/01, toen de club eveneens derde eindigde. Carstensen miste dat seizoen slechts een competitiewedstrijd.

### KRC Genk
Carstensen ondertekende in augustus 2022 een vierjarig contract bij KRC Genk, dat zo'n drie miljoen euro voor hem betaalde. Op 18 oktober 2022 maakte hij zijn officiële debuut in het eerste elftal van de club: in de competitiewedstrijd tegen KVC Westerlo (6-1-winst) liet trainer Wouter Vrancken hem in de 66e minuut invallen voor Daniel Muñoz Mejía. De Deen had op dat moment al drie wedstrijden gespeeld voor Jong Genk, het tweede elftal van de club in Eerste klasse B.

## Interlandcarrière
Carstensen debuteerde in 2020 als Deens jeugdinternational.
1 Schwäbe ·
2 Schmied ·
3 Heintz ·
4 Hübers  ·
5 Soldo ·
6 Martel ·
7 Ljubičić ·
8 Huseinbašić ·
9 Waldschmidt ·
11 Kainz ·
12 Nickisch ·
13 Uth ·
15 Kilian ·
16 Obuz ·
17 Paçarada ·
19 Lemperle ·
20 Pentke ·
21 Tigges ·
22 Christensen ·
24 Pauli ·
25 Gazibegović ·
29 Thielmann ·
34 Harchaoui ·
35 Finkgräfe ·
37 Maina ·
42 Downs ·
43 Čuber Potočnik ·
44 Köbbing ·
47 Olesen ·
Coach: Struber